# Idol 2005
Idol 2005 är en reality-TV-serie, uppföljare till Idol 2004, den svenska versionen av det brittiska Idols-formatet. Idol 2005 hade premiär den 30 augusti 2005 i TV4 och avslutades den 2 december 2005. Finalprogrammet sågs av över 1,7 miljoner tittare, och fler än 1 miljon röster kom in till programmet. Tävlingen vanns av då 17-åriga Agnes Carlsson från Vänersborg.
Peter Swartling utgjorde tillsammans med Kishti Tomita, Daniel Breitholtz och Claes af Geijerstam juryn i den andra svenska upplagan av programmet. Programledare var Tobias Blom och Johan Wiman.

## Upplägg
TV-sändningarna inleddes med en "auditionturné" som spelats in under våren där juryn fått välja ut 100 som skulle gå till "slutaudition" i Stockholm. Där minskades antalet deltagare ytterligare. Den slutliga uttagningen inför fredagstävlingarna genomfördes genom direktsändningar under en vecka där sex deltagare åt gången fick sjunga en låt var. De som ringde in till programmet röstade fram två deltagare som gick vidare, vilket resulterade i tio slutliga "finalister". Juryn fick även välja ut ett "wild card" bland de uttagna som också skulle gå vidare till finalen.
De följande programmen bestod i direktsända tävlingar som sändes 20.00 på fredagar i TV4. Deltagarna fick sjunga en låt var (från den 11 november två låtar var) följt av recensioner från juryn. Under programmet och efter det kunde tittarna ringa in och rösta. Röstningsresultaten presenterades i ett program efter Nyheterna samma kväll där den som fått minst röster åkte ut.

## Kvalveckan
Från slutaudition i Stockholm tog sig 24 artister sig vidare till kvalveckan. När kvalveckan var slut hade tittarna röstat fram 10 stycken artister till veckofinalerna. Juryn fick dock välja den 11:e deltagaren, vilket blev Agnes Carlsson, som sedermera vann hela tävlingen.

### Kvalprogram 1
Sändes den 19 september 2005.
1. Karin Törngren, 22 år från Hägersten - Respect (Aretha Franklin)
2. Jens Pääjärvi, 17 år från Altersbruk - Moments (Westlife)
3. Cindy Lamréus, 19 år från Malmö - His Eye Is On The Sparrow (Lauryn Hill)
4. Eddie Razaz, 17 år från Haninge - You've Got A Friend (Carole King)
5. Sarah Razzaq, 20 år från Veberöd - I Will Remember You (Sarah McLachlan)
6. Jonah Hallberg, 24 år från Haninge - Hello (Lionel Richie)

### Kvalprogram 2
Sändes den 20 september 2005.
1. Hilda Eidhagen, 20 år från Sundbyberg - Son Of A Preacher Man (Dusty Springfield)
2. Jim Almgren Gândara, 19 år från Härnösand - Change The World (Eric Clapton)
3. Marième Niang, 20 år från Farsta - How Come You Don't Call Me (Alicia Keys)
4. Marsha Songcome, 17 år från Nybro - Can't Fight The Moonlight (LeeAnn Rimes)
5. Måns Zelmerlöw, 19 år från Lund - Flying Without Wings (Westlife)
6. Maria Albayrak, 18 år från Örebro - You Had Me (Joss Stone)

### Kvalprogram 3
Sändes den 21 september 2005.
1. Ola Svensson, 19 år från Lund - Show Me Heaven (Maria McKee)
2. Hanna Nilsson, 18 år från Hasslö - Just Like A Pill (Pink)
3. Anton Hård af Segerstad, 20 år från Vänersborg - You Are Not Alone (Michael Jackson)
4. Lina Pålsson, 16 år från Laholm - You'll Be In My Heart (Phil Collins)
5. Johan Larsson, 17 år från Vänersborg - I Love It When We Do (Ronan Keating)
6. Sibel Redzep, 18 år från Kristianstad - The Power Of Love (Celine Dion)

### Kvalprogram 4
Sändes den 22 september 2005.
1. Agnes Carlsson, 17 år från Vänersborg - Together Again (Janet Jackson)
2. Sebastian Karlsson, 20 år från Morgongåva - Bad Day (Daniel Powter)
3. Martina Braun Wolgast, 18 år från Göteborg - I Wish (Stevie Wonder)
4. Viktor Andersson, 18 år från Umeå - These Are The Days (Jamie Cullum)
5. Elina Nelson, 17 år från Torna Hällestad - The Voice Within (Christina Aguilera)
6. James Gamba, 24 år från Stockholm - Man In The Mirror (Michael Jackson)

### Kvalfinalen
Sändes den 23 september 2005. Till kvalveckans finalkväll fick juryn välja åtta artister som inte hade kvalificerat sig till via tittarnas röster till veckofinalerna. Efter juryns val fick tittarna rösta fram de två återstående till veckofinalerna, och därefter valde juryn sitt wildcard.
1. Sarah Razzaq - Let's Get It On (Marvin Gaye)
2. Johan Larsson - (Everything I Do) I Do It For You (Bryan Adams)
3. Martina Braun Wolgast - Wish I Didn't Miss You (Angie Stone)
4. Agnes Carlsson - Små rum (Lisa Nilsson) (wildcard)
5. James Gamba - I Believe I Can Fly (R. Kelly)
6. Hanna Nilsson - You're The Storm (The Cardigans)
7. Marième Niang - Bridge Over Troubled Water (Simon and Garfunkel)
8. Jens Pääjärvi - Angels (Robbie Williams)

## Veckofinalerna

### Vecka 1: My Own Idol
Sändes den 30 september 2005.
1. Jens Pääjärvi - "Let Me Entertain You" (Robbie Williams)
2. Elina Nelson - "Torn" (Natalie Imbruglia)
3. Jonah Hallberg - "Hard To Say I'm Sorry" (Az Yet)
4. Marième Niang - "As" (George Michael & Mary J. Blige)
5. Sibel Redzep - "Imagine" (John Lennon)
6. Sebastian Karlsson - "It's Only Rock 'n' Roll" (Rolling Stones)
7. Cindy Lamréus - "A Moment Like This" (Kelly Clarkson)
8. Maria Albayrak - "Trudly, Madly, Deeply" (Savage Garden)
9. Ola Svensson - "My All" (Mariah Carey)
10. Måns Zelmerlöw - "Millennium" (Robbie Williams)
11. Agnes Carlsson - "My Everything"

| Datum        | Minst antal tittarröster | Minst antal tittarröster | Minst antal tittarröster |
| 30 september | Cindy Lamréus            | Jens Pääjärvi            | Marième Niang            |

### Vecka 2: 80-talet
Sändes den 7 oktober 2005.
1. Elina Nelson - Sweet Dreams (Are Made Of This) (Eurythmics)
2. Måns Zelmerlöw - The Look (Roxette)
3. Maria Albayrak - Tell It To My Heart (Taylor Daynes)
4. Agnes Carlsson - I'm So Excited (Pointer Sisters)
5. Ola Svensson - True Colors (Cyndi Lauper)
6. Marième Niang - I Wanna Dance With Somebody (Who Loves Me) (Whitney Houston)
7. Jens Pääjärvi - I Promised Myself (Nick Kamen)
8. Sibel Redzep - Papa Don't Preach (Madonna)
9. Sebastian Karlsson - Don't You (Forget About Me) (Simple Minds)
10. Jonah Hallberg - Sign Your Name (Terence Trent D'Arby)

| Datum     | Minst antal tittarröster | Minst antal tittarröster | Minst antal tittarröster |
| 7 oktober | Maria Albayrak           | Marième Niang            | Måns Zelmerlöw           |

### Vecka 3: Svenska Hits
Sändes den 14 oktober 2005.
1. Marième Niang - Oh, vilken härlig dag (Ted Gärdestad)
2. Jonah Hallberg - Magaluf (Orup)
3. Agnes Carlsson - Himlen runt hörnet (Lisa Nilsson)
4. Sebastian Karlsson - Musik Non Stop (Kent)
5. Ola Svensson - Kom igen, Lena (Håkan Hellström)
6. Sibel Redzep - Sista morgonen (Niklas Strömstedt)
7. Måns Zelmerlöw - Astrologen (Magnus Uggla)
8. Jens Pääjärvi - Snart tystnar musiken (Tomas Ledin)
9. Elina Nelson - Ängeln i rummet (Eva Dahlgren)

| Datum      | Minst antal tittarröster | Minst antal tittarröster | Minst antal tittarröster |
| 14 oktober | Marième Niang            | Elina Nelson             | Jens Pääjarvi            |

### Vecka 4: Pop Hits
Sändes den 21 oktober 2005.
1. Sibel Redzep - Strong Enough (Cher)
2. Ola Svensson - Cry Me A River (Justin Timberlake)
3. Elina Nelson - These Words (Natasha Bedingfield)
4. Jens Pääjärvi - Better Man (Robbie Williams)
5. Måns Zelmerlöw - Escape (Enrique Iglesias)
6. Agnes Carlsson - I'm Outta Love (Anastacia)
7. Jonah Hallberg - Señorita (Justin Timberlake)
8. Sebastian Karlsson - It Takes A Fool To Remain Sane (The Ark)

| Datum      | Minst antal tittarröster | Minst antal tittarröster | Minst antal tittarröster |
| 21 oktober | Ola Svensson             | Måns Zelmerlöw           | Jens Pääjärvi            |

### Vecka 5: Disco
Sändes den 28 oktober 2005.
1. Jonah Hallberg - Got To Be Real (Cheryl Lynn)
2. Agnes Carlsson - Young Hearts Run Free (Candi Staton)
3. Sebastian Karlsson - She Works Hard For The Money (Donna Summer)
4. Måns Zelmerlöw - Relight My Fire (Dan Hartman)
5. Elina Nelson - I Will Survive (Gloria Gaynor)
6. Jens Pääjärvi - Fantasy (Earth, Wind & Fire)
7. Sibel Redzep - Upside Down (Diana Ross)

| Datum      | Minst antal tittarröster | Minst antal tittarröster | Minst antal tittarröster |
| 28 oktober | Jonah Hallberg           | Jens Pääjärvi            | Elina Nelson             |

### Vecka 6: Cocktail
Sändes den 4 november 2005.
1. Måns Zelmerlöw - It's Not Unusual (Tom Jones)
2. Agnes Carlsson - Can't Take My Eyes Off You (Frankie Valli)
3. Elina Nelson - What A Wonderful World (Louis Armstrong)
4. Sebastian Karlsson - (Tell Me) Quando, Quando, Quando (Engelbert Humperdinck)
5. Sibel Redzep - I Wanna Be Loved By You (Marilyn Monroe)
6. Jens Pääjärvi - Moondance (Van Morrison)

| Datum      | Minst antal tittarröster | Minst antal tittarröster | Minst antal tittarröster |
| 4 november | Elina Nelson             | Jens Pääjärvi            | Sibel Redzep             |

### Vecka 7: Rock
Sändes den 11 november 2005.
Omgång 1
1. Sebastian Karlsson - Walk This Way (Aerosmith)
2. Sibel Redzep - Since U Been Gone (Kelly Clarkson)
3. Jens Pääjärvi - You Give Love A Bad Name (Bon Jovi)
4. Agnes Carlsson - Sk8ter Boi (Avril Lavigne)
5. Måns Zelmerlöw - Beautiful Day (U2)

Omgång 2
1. Sebastian Karlsson - Life On Mars (David Bowie)
2. Sibel Redzep - Nothing Else Matters (Metallica)
3. Jens Pääjärvi - Stairway to Heaven (Led Zeppelin)
4. Agnes Carlsson - Wonderwall (Oasis)
5. Måns Zelmerlöw - The Reason (Hoobastank)

| Datum       | Minst antal tittarröster | Minst antal tittarröster | Minst antal tittarröster |
| 11 november | Måns Zelmerlöw           | Jens Pääjärvi            |                          |

### Vecka 8: Kärlek
Sändes den 18 november 2005.
Omgång 1
1. Jens & Sibel - Endless Love (Lionel Richie & Diana Ross)
2. Agnes Carlsson - Heaven (Bryan Adams)
3. Sebastian Karlsson - With Or Without You (U2)
4. Sibel Redzep - All By Myself (Eric Carmen)
5. Jens Pääjärvi - Your Song (Elton John)

Omgång 2
1. Agnes Carlsson - The Trouble With Love Is (Kelly Clarkson)
2. Sebastian Karlsson - You're Beautiful (James Blunt)
3. Sibel Redzep - Hero (Mariah Carey)
4. Jens Pääjärvi - You Are Not Alone (Michael Jackson)
5. Agnes & Sebastian - Tears Never Dry (Lisa Nilsson och Stephen Simmonds)

| Datum       | Minst antal tittarröster | Minst antal tittarröster | Minst antal tittarröster |
| 18 november | Jens Pääjärvi            |                          |                          |

### Vecka 9: Juryns Val
Sändes den 25 november 2005.
Omgång 1
1. Sebastian Karlsson - Start Me Up (Rolling Stones)
2. Sibel Redzep - Stop (Sam Brown)
3. Agnes Carlsson - Beautiful (Christina Aguilera)

Omgång 2
1. Sebastian Karlsson - Nothing Compares 2 U (Sinead O'Connor)
2. Sibel Redzep - How You Remind Me (Nickelback)
3. Agnes Carlsson - Flashdance... What a Feeling (Irene Cara)

| Datum       | Minst antal tittarröster | Minst antal tittarröster | Minst antal tittarröster |
| 25 november | Sibel Redzep             |                          |                          |

### Vecka 10: Finalen
Sändes den 2 december 2005.
Omgång 1
1. Agnes Carlsson (eget val) - This Is It (Melba Moore)
2. Sebastian Karlsson (eget val) - Born To Run (Bruce Springsteen)

Omgång 2
1. Agnes Carlsson (tittarnas val) - My Everything (Jennifer Brown)
2. Sebastian Karlsson (tittarnas val) - Life On Mars (David Bowie)

Omgång 3
1. Agnes Carlsson (vinnarlåten) - Right Here, Right Now (My Heart Belongs To You)
2. Sebastian Karlsson (vinnarlåten) - Right Here, Right Now (My Heart Belongs To You)

| Datum      | Vinnaren       | Vinnaren | Vinnaren |
| 2 december | Agnes Carlsson |          |          |

## Övrigt
Deltagarna Sibel Redzep och Viktor Andersson ställde upp redan i Idol 2004, men åkte då ut i semifinalen.
Deltagaren Johan Larsson åkte ut under kvalveckan, men ställde upp igen i Idol 2006.
Precis som under 2004 års upplaga så släpptes det under mitten av säsongen ut en CD-skiva, My Own Idol – Idol 2005, där alla elva finalistdeltagare sjöng varsin låt.
Detta års upplaga sponsrades av 3, OLW, Blocket.se och Hitta.se. I de reklamskyltar som visades före programmet och i reklampauser figurerade en hiphopande man. Under en period uttalade han ordet ”motherfucker”, vilket upprörde både OLW och vissa tittare, varför TV4 i november valde att ta bort ordet.